# 福島県道181号谷田川停車場線
福島県道181号谷田川停車場線（ふくしまけんどう181ごう やたがわていしゃじょうせん）は、福島県郡山市にある一般県道。

## 路線概要
- 起点：福島県郡山市田村町谷田川字荒小路（JR水郡線谷田川駅前）
- 終点：福島県郡山市田村町谷田川字田名保
- 総延長：468 m[1]
  - 実延長：総延長に同じ
- 路線認定年月日：1959年8月31日[2]

### 道路施設
守谷橋
- 全長：31.9m
- 幅員：6.0m
- 竣工：1962年[3]

田村町谷田川字田名保、字荒小路に位置し、一級水系阿武隈川水系谷田川を渡る。

## 重用路線
- 福島県道293号江持谷田川停車場線（郡山市田村町谷田川字荒小路〈起点〉～同市田村町谷田川字荒小路）

## 通過する自治体
- 福島県
  - 郡山市

## 接続・交差する道路
- 福島県道293号江持谷田川停車場線 須賀川方面（郡山市田村町谷田川字荒小路）
- 国道49号（郡山市田村町谷田川字田名保〈谷田川交差点〉終点）

## 沿線
- JR水郡線 谷田川駅